# Andréas Avraám
Andreas Avraam (en grec moderne : Αντρέας Αβραάμ), né le 6 juin 1987 à Larnaca (Chypre), est un footballeur international chypriote évoluant au poste d'ailier gauche en club et de latéral gauche en sélection.

## Biographie

### Carrière de joueur
Avraam commence sa carrière à l'Omónia Aradíppou en 2005. En 2006, il rejoint l'Apollon Limassol et remporte la Coupe de Chypre de football en 2010. Il signe ensuite un contrat de quatre ans pour l'Omonia Nicosie.

### Carrière internationale
Il compte au 15 juillet 2010 onze sélections et un but en équipe de Chypre.